# 로렌초 티에폴로

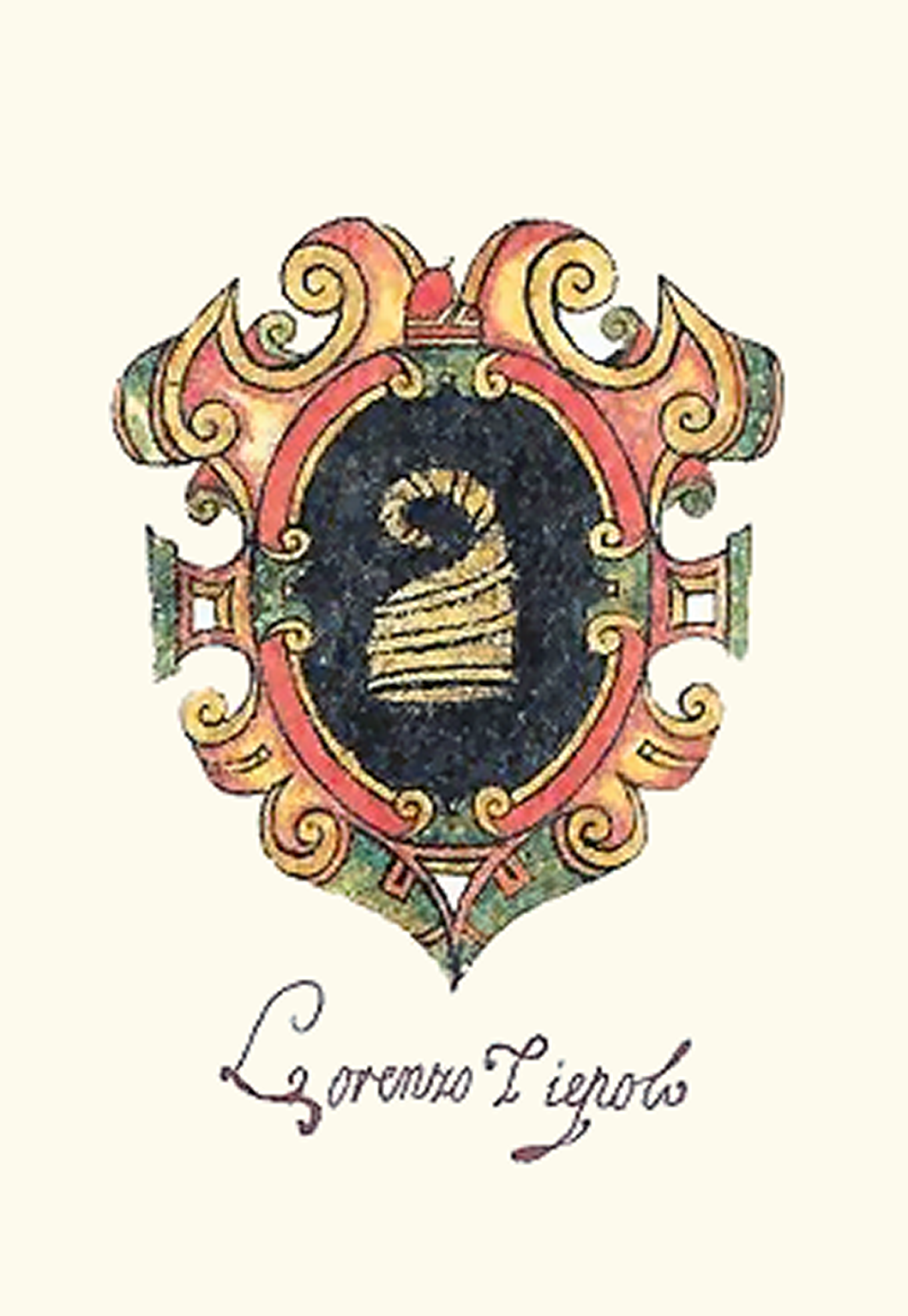
로렌초 티에폴로의 국장.

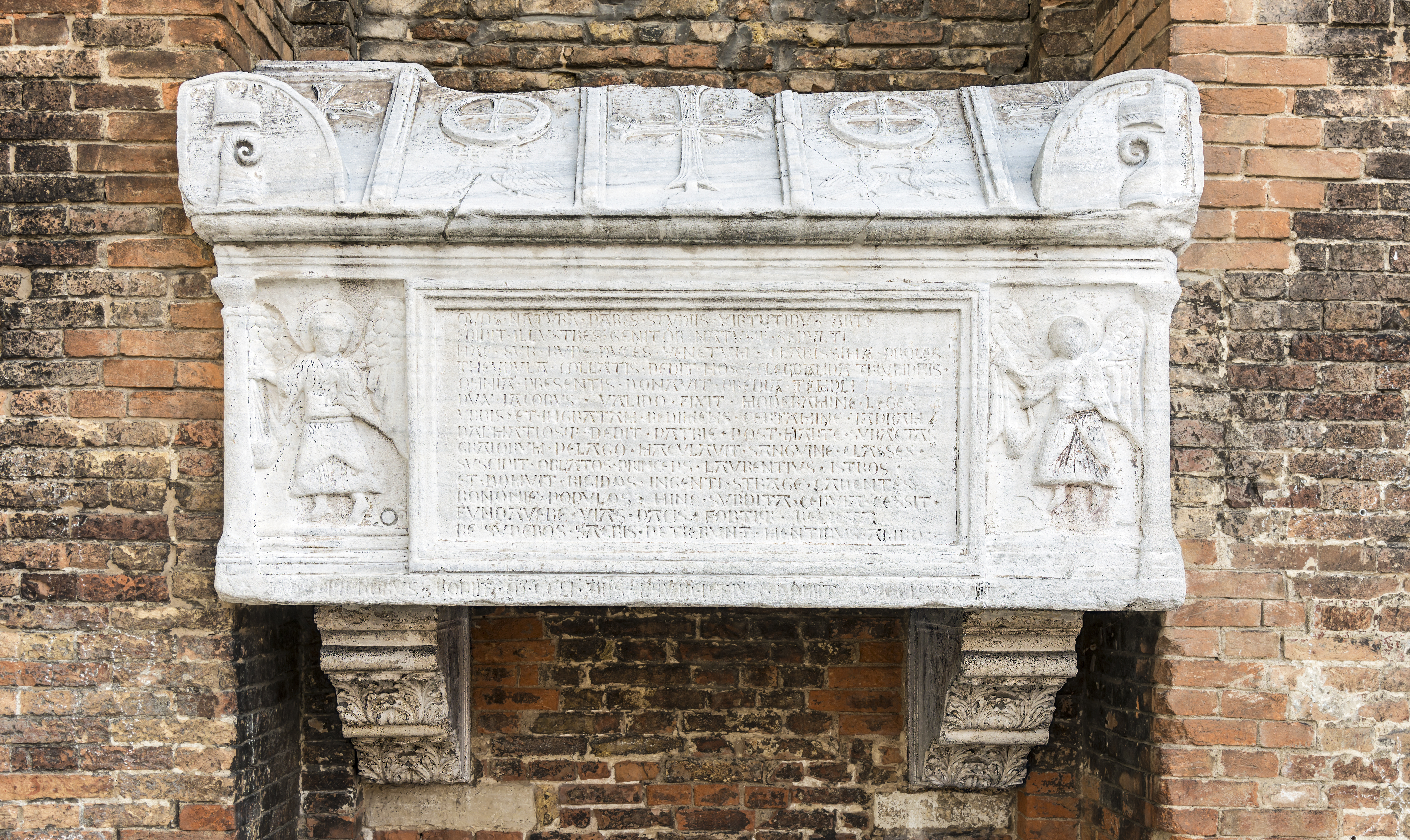
로렌초 티에폴로의 무덤.

로렌초 티에폴로(Lorenzo Tiepolo, 생년 미상 ~ 1275년 8월 15일)은 베네치아 공화국의 제 46대 도제(재위 : 1268년 ~ 1275년)이다. 또한 베네치아 공화국의 제 43대 도제인 야코포 티에폴로의 아들이다.

## 생애
1261년 베네치아 공화국이 제노바 공화국과 전쟁을 하였고, 베네치아 함대의 총지휘관으로 활약했다. 그 전공에 의해서 1268년에 베네치아 공화국의 제46대 도제로 선출됐다.
도제로서 대립 관계에 있던 단돌로 가문과 화친을 맺는 등의 수완을 보였고, 1275년에 은퇴하였다.

## 사후
손자인 바야몬테가 당시에 도제인 피에트로 그라데니고와 대립하여, 1310년에 쿠데타를 일으켜 진압되었고, 티에폴로가는 베네치아에서 추방당했다.